# توماس جیمز دیویس
توماس جیمز دیویس (انگلیسی: Tom Davis; ۱۳ اوت ۱۹۵۲ – ۱۹ ژوئیهٔ ۲۰۱۲) بازیگر، کمدین، بازیگر تلویزیون، فیلم‌نامه‌نویس، و تهیه‌کننده تلویزیونی اهل ایالات متحده آمریکا بود. وی بین سال‌های ۱۹۷۲ تا ۲۰۱۲ میلادی فعالیت می‌کرد.
از فیلم‌ها یا برنامه‌های تلویزیونی که وی در آن نقش داشته‌است می‌توان به اماکن تجاری اشاره کرد. وی همچنین برندهٔ جوایزی همچون جوایز امی ساعات پربیننده شده‌است.